# ماري هايد
ماري هايد (بالإنجليزية: Mary Hyde)‏ هي سيدة أعمال أسترالية، ولدت في 19 فبراير 1779 في Halesowen ‏ في المملكة المتحدة، وتوفيت في 1 ديسمبر 1864 في Botany, New South Wales ‏ في أستراليا.